# Kategoria Superiore 2003-2004
La Kategoria Superiore 2003-2004 fu la 65ª edizione della massima serie del campionato albanese di calcio disputata tra il 23 agosto 2003 e il 22 maggio 2004 e conclusa con la vittoria del Tirana, al suo ventunesimo titolo.
Capocannoniere del torneo fu Vioresin Sinani (Vllaznia) con 36 reti.

## Formula
In questa stagione le squadre partecipanti furono dieci e disputarono un doppio turno di andata e ritorno per un totale di 36 partite.
Le ultime due classificate furono retrocesse in Kategoria e Parë, nuovo nome del secondo livello calcistico albanese.
Le squadre qualificate alle coppe europee furono cinque: la vincente del campionato fu ammessa alla UEFA Champions League 2004-2005, la seconda classificata e la vincente della coppa d'Albania alla Coppa UEFA 2004-2005 più due ulteriori squadre alla Coppa Intertoto 2004.

## Squadre
| Squadra          | Città   | Stadio | Stagione 2002-2003 |
| ---------------- | ------- | ------ | ------------------ |
| Partizani Tirana | Tirana  |        | 3°                 |
| Tirana           | Tirana  |        | Campione d'Albania |
| Dinamo Tirana    | Tirana  |        | 6°                 |
| Flamurtari       | Valona  |        | 7°                 |
| Vllaznia         | Scutari |        | 2°                 |
| Teuta Durrës     | Durazzo |        | 4°                 |
| Besa Kavajë      | Kavajë  |        | 9°                 |
| Shkumbini        | Peqin   |        | 5°                 |
| KS Elbasani      | Elbasan |        | 8°                 |
| KS Lushnja       | Lushnjë |        | 10°                |

## Classifica
|                    | Pos. | Squadra             | Pt | G  | V  | N  | P  | GF | GS | DR  |
| ------------------ | ---- | ------------------- | -- | -- | -- | -- | -- | -- | -- | --- |
| Albania (bandiera) | 1.   | SK Tirana           | 80 | 36 | 24 | 8  | 4  | 90 | 36 | +54 |
|                    | 2.   | KS Dinamo Tirana    | 71 | 36 | 21 | 8  | 7  | 68 | 39 | +29 |
|                    | 3.   | KS Vllaznia Shkodër | 68 | 36 | 21 | 5  | 10 | 77 | 51 | +26 |
|                    | 4.   | KF Partizani Tirana | 67 | 36 | 20 | 7  | 9  | 65 | 39 | +26 |
|                    | 5.   | KS Teuta Durrës     | 52 | 36 | 14 | 10 | 12 | 57 | 49 | +8  |
|                    | 6.   | KS Lushnja          | 42 | 36 | 11 | 9  | 16 | 35 | 52 | -17 |
|                    | 7.   | KS Shkumbini Peqin  | 41 | 36 | 12 | 5  | 19 | 44 | 61 | -17 |
|                    | 8.   | KS Elbasani         | 40 | 36 | 10 | 10 | 16 | 47 | 55 | -8  |
|                    | 9.   | Besa Kavajë         | 29 | 36 | 8  | 5  | 23 | 36 | 81 | -45 |
|                    | 10.  | KS Flamurtari       | 14 | 36 | 3  | 5  | 28 | 24 | 80 | -56 |

Legenda:

      Campione d'Albania e ammesso alla UEFA Champions League
      Ammesso alla Coppa UEFA
      Ammesso alla Coppa Intertoto
      Retrocesso in Kategoria e Parë
Note:

Tre punti a vittoria, uno a pareggio, zero a sconfitta.

## Verdetti
- Campione: SK Tirana
- Qualificata alla UEFA Champions League: SK Tirana
- Qualificata alla Coppa UEFA: Partizani Tirana, Dinamo Tirana
- Qualificata alla Coppa Intertoto: Vllaznia
- Retrocessa in Kategoria e Parë: KS Flamurtari, Besa Kavajë